# Heart of a Killer
| Recensione          | Giudizio |
| ------------------- | -------- |
| Rock Hard (tedesco) | [ 1 ]    |

Heart of a Killer è il primo album in studio del gruppo musicale statunitense heavy metal Winters Bane, pubblicato nel 1993 dall'etichetta discografica Massacre Records

## Il disco
Si tratta, per le prime sei canzoni, di un concept album.

La storia è incentrata sul personaggio del giudice Cohagen che dopo aver condannato un serial killer viene da questi aggredito al momento dell'esecuzione. Il criminale è infatti riuscito a liberarsi e a scagliarsi contro il giudice, ma mentre lo sta strangolando viene ucciso dalle guardie. Il cuore di Cohagen però ha smesso di battere e per essere salvato ha bisogno di un trapianto, così, senza saperlo, riceve proprio quello del killer da lui condannato. Ciò lo porta a perpetrare, contro la sua volontà, le azioni omicide del suo donatore, venendo infine arrestato per l'assassinio di sua moglie.

Le due tracce successive sono invece incentrate su elementi horror, mentre le ultime due sono rispettivamente una strumentale e una a sfondo apocalittico, sulle conseguenze dell'inquinamento ambientale.
Lo stile delle composizioni presenti sull'album ricorda, nelle parti più dirette, i Judas Priest e, in quelle maggiormente complesse, i Queensrÿche, adottando anche elementi tipici del power metal americano, come le ritmiche potenti e gli assoli melodici.
La ristampa uscì nel 2000 in edizione doppio CD edita dalla Century Media, contenente un disco bonus composto da nuove tracce live e tre tratte da un demo.

## Tracce
Musiche di Winters Bane.
1. Wages of Sin – 6:28 (testo: Owens, St. Paul)
2. Blink of an Eye – 3:59 (testo: Owens, St. Paul)
3. Heart of a Killer – 4:24 (testo: St. Paul)
4. Horror Glances – 5:01 (testo: St. Paul)
5. The Silhouette – 3:34 (testo: St. Paul)
6. Reflections Within – 5:41 (testo: Owens, St. Paul)
7. Haunted House – 3:49 (testo: St. Paul)
8. Night Shade – 5:17 (testo: Owens, St. Paul)
9. Winters Bane – 4:33 – (strumentale)
10. Cleansing Mother – 5:28 (testo: St. Paul)

Bonus CD (2000)
Live
1. Wages of Sin – 8:41
2. Blink of an Eye – 4:41
3. Heart of a Killer – 4:15
4. Horror Glances – 5:55
5. The Silhouette – 5:05
6. Reflections Within – 6:07
7. Haunted House – 3:36
8. Fear of Death – 4:12
9. Cleansing Mother – 5:26

Demo
1. My Dagger's Revenge – 4:31
2. Eyes of the Deceiver – 4:09
3. Seven Nations – 4:26 – (strumentale)

## Formazione
Membri del gruppo
- Tim Owens – voce
- Lou St. Paul – chitarra
- Dennis Hayes – basso
- Terry Salem – batteria

Membro addizionale
- Gerhard Magin – tastiere